# Michel Khleifi
Michel Khleifi (en árabe: ميشيل خليفي‎), (Nazaret, Israel, 3 de noviembre de 1950) es un guionista, director y productor de cine árabe israelí de origen palestino, radicado en Bélgica.

## Vida y carrera
Khleifi nació y se crio en la ciudad eminentemente mixta de Nazaret, al norte de Israel, y emigró a Bélgica en 1970, donde  estudió dirección televisiva y teatral en el Institut National Supérieur des Arts du Spectacle (INSAS). Tras graduarse en el INSAS, trabajó en la televisión belga antes de comenzar a producir sus propias películas. 
Uno de sus primeros documentales fue Ma'loul celebra su destrucción, filmada en 1985, que narra la historia de los habitantes de Ma'loul, quienes fueron expulsados de sus casas por el ejército israelí y se refugiaron en la vecina Nazaret, a donde les llegaron las noticias de la demolición de todo el pueblo y la confiscación de sus tierras por parte del Estado de Israel tras la guerra árabe-israelí de 1948. Una vez al año, el Día de la Independencia de Israel, se les permitía volver a las ruinas de sus antiguos hogares y ellos transformaron dicho evento en una fiesta.
En 1987, Michel Khleifi rodó Boda en Galilea, que se convirtió en la primera película palestina en ser proyectada en el Festival de Cannes, donde ganó el Premio Internacional de la Crítica. Esta película, que ganó también la Concha de Oro del Festival de San Sebastián de 1987, narra el intento de un mukhtar palestino en la Galilea de celebrar la boda de su hijo a pesar del toque de queda impuesto por las autoridades militares israelíes. Estas acceden a la celebración bajo condición de que se invite al gobernador militar como invitado de honor, pero su presencia extraña en la boda resulta una metáfora de la presencia israelí en las ciudades palestinas. En esta película hizo su debut la actriz árabe israelí de origen palestino Hiam Abbass.
En 1988 recibió el Gran Premio del Festival de Cine de Cartago, y dos años después, en 1990, su película Cántico de las piedras volvió a participar en el Festival de Cannes dentro de la sección Un Certain Regard.
Su película Cuento de las tres joyas, de 1995, se convirtió en el primer largometraje rodado en la Franja de Gaza. Protagonizada por Makram Khouri, Bushra Qaraman, Mohammad Bakri y Hana Ne'meh, cuenta la historia de un chico de 12 años que conoce a una "chica gitana", y cómo en su día a día conviven con los asaltos de las unidades especiales del ejército israelí y con los jóvenes milicianos palestinos.
Ha dirigido y producido numerosos documentales y largometrajes, por los que ha recibido varios premios, como el Premio de la Crítica Internacional en el Festival de Cannes, la Concha de Oro en el Festival de San Sebastián y el Premio André Cavens. Khleifi es también profesor en el INSAS.
A finales de 2018 se anunció la proyección en Israel de su película Ma'loul celebra su destrucción como parte del Festival de Cine Zochrot 48mm. La proyección, que se realizará precisamente en el lugar donde estaba Ma'loul antes de ser demolida por el ejército israelí, se ha encontrado con una fuerte oposición de la ministra de cultura israelí Miri Regev.

## Filmografía
- Memoria fértil (1980)
- Ma'loul celebra su destrucción (1985)
- Boda en Galilea (1987)
- Cántico de las piedras (1990)
- L'Ordre du Jour (1993)
- El cuento de las joyas perdidas (1995)
- Ruta 181: Fragmentos de un viaje en Palestina-Israel  (2003), en colaboración con Eyal Sivan
- Zindeeq (2009)

## Premios y distinciones
Festival Internacional de Cine de Cannes
| Año  | Categoría            | Película     | Resultado |
| ---- | -------------------- | ------------ | --------- |
| 1987 | Premio de la crítica | Urs al-jalil | Ganador   |

Festival Internacional de Cine de San Sebastián
| Año  | Categoría     | Película        | Resultado |
| ---- | ------------- | --------------- | --------- |
| 1987 | Concha de Oro | Boda en Galilea | Ganador   |

- Premio André Cavens de la Asociación de Críticos de Cine de Bélgica por Boda en la Galilea (1987).
- Premio Especial del Jurado en el Festival Internacional de Documentales de Yamagata por Cántico de las piedras (1991).
- Premio del Alcalde en el Festival Internacional de Documentales de Yamagata  por Ruta 181: fragmentos de un viaje en Palestina-Israel (con Eyal Sivan) (2005).
- Premio Muhr al "Mejor Largometraje Árabe" en la Festival Internacional de Cine de Dubái (2009).